# مو كولينز
مو كولينز (بالإنجليزية: Mo Collins)‏ هي كاتبة سيناريو وممثلة أمريكية، ولدت في 7 يوليو 1965 بمنيابولس في الولايات المتحدة. بدأت مشوارها المهني سنة 1996.

## أعمال

### مسلسلات
- ماد تي في

## وصلات خارجية
- مو كولينز على موقع IMDb (الإنجليزية)
- مو كولينز على موقع أول موفي (الإنجليزية)
- مو كولينز على موقع إن إن دي بي (الإنجليزية)
- مو كولينز على موقع قاعدة بيانات الفيلم (الإنجليزية)